# Red Oak Township (comté de Cedar, Iowa)
Red Oak Township est un township, du comté de Cedar en Iowa, aux États-Unis,.
La première cabane construite dans le township, remonte à 1836, par la famille Oaks.

## Source de la traduction
- (en) Cet article est partiellement ou en totalité issu de l’article de Wikipédia en anglais intitulé « Red Oak Township, Cedar County, Iowa » (voir la liste des auteurs).